# Synagoga Izraela Rotmana w Łodzi (ul. Drewnowska 11)
Synagoga Izraela Rotmana w Łodzi – prywatny dom modlitwy znajdujący się w Łodzi przy ulicy Drewnowskiej 11.
Synagoga została zbudowana w 1899 roku z inicjatywy Izraela Rotmana. Mogła ona pomieścić 30 osób. Podczas II wojny światowej hitlerowcy zdewastowali synagogę.